# Andreas Ploner
Andreas Ploner (* 18. Mai 1993) ist ein österreichischer Snookerspieler aus Innsbruck. Er ist dreifacher österreichischer Staatsmeister.

## Karriere

### Nationale Turniere
Mit 14 Jahren begann Andreas Ploner mit dem Snookerspielen und wurde auch gleich Tiroler Jugendmeister. Ein Jahr später wurde er der jüngste Sieger eines Grand-Prix-Turniers in Österreich. Schon als Jugendlicher war er einer der besten Spieler Österreichs und mit 18 Jahren führte er die nationale Rangliste an. 2012 und 2013 kam dazu noch die Titel des österreichischen U21-Meisters und des österreichischen Staatsmeisters, den er beide Male gegen Paul Schopf gewann. Sein drittes nationales Finale verlor er 2014 zwar gegen Schopf, aber schon ein Jahr später holte er sich seinen dritten Titel. 2016 konnte er nicht zur Titelverteidigung antreten und es gewann der 15-jährige Florian Nüßle. Auf diesen traf Ploner im Finale 2017 und verlor mit 2:5. 
Wegen der breiteren Konkurrenz nahm er auch an Turnieren des deutschen Grand Prix teil. 2016 gewann er eines dieser Turniere gegen den deutschen Meister Simon Lichtenberg im Finale mit 3:1. Bei zwei weiteren Turnieren stand er im Finale und verlor.

### Internationale Turniere
Von Anfang an trat Ploner auch bei internationalen Turnieren an. Dazu gehörten die Europameisterschaft und die Weltmeisterschaft der Amateure sowie die jeweiligen Jugendwettbewerbe. In den ersten drei Turnieren ab 2009 scheiterte er noch in der Gruppenphase. Bei der EM 2010 überstand er erstmals die Vorrunde und verlor in der Runde der Letzten 32 gegen den späteren Europameister Luca Brecel. Dasselbe Ergebnis erreichte er auch bei den folgenden vier Turnieren, darunter die Weltmeisterschaft 2010 und die EM 2011. Erst bei der U21-EM 2012 kam er noch eine Runde weiter bis ins Achtelfinale, das er gegen Eden Sharav verlor. Auch danach erreichte er regelmäßig die Letzten 32. Ein weiteres Mal übertraf er das Ergebnis bei der EM 2014, wo er den Iren Josh Boileau im Achtelfinale bezwang und gegen den Waliser Duane Jones nur knapp mit 4:5 im Viertelfinale verlor. 
Auch bei anderen Turnieren neben den Meisterschaften war er erfolgreich. Bei der Six-Red-Europameisterschaft 2017 erreichte er das Achtelfinale und beim European Snooker Open im selben Jahr besiegte er den U18-Europameister Tyler Rees und den Iren David Cassidy und unterlag erst im Halbfinale dessen Landsmann Michael Judge. Beim heimischen 3 Kings Open in Rankweil besiegte im Halbfinale den Titelverteidiger, den Schweizer Profi Alexander Ursenbacher, mit 4:0 und verlor das Finale gegen den deutschen Profi Lukas Kleckers mit 1:5.
Darüber hinaus spielte Ploner auch bei Turnieren der Profitour, die für Amateure offen waren. Bis 2016 war das die Players Tour Championship (PTC) mit kleinen Turnieren in ganz Europa. 2012 überstand er beim Paul Hunter Classic in Fürth erstmals die Amateurqualifikation und spielte in der ersten Hauptrunde gegen Shaun Murphy, dem er mit 0:4 unterlag. Beim zweiten Mal besiegte er 2014 bei den Riga Open den Finnen Robin Hull, Nummer 69 der Weltrangliste, mit 4:2 und erreichte die Runde der Letzten 64. Im selben Jahr qualifizierte er sich als erster Österreicher für die 6-Red-Profiweltmeisterschaft. Er gewann gegen Gareth Allen, schied aber in der Gruppenphase aus. 2015 versuchte er, selbst über die Q School Profi zu werden, schied aber in den Qualifikationsturnieren früh aus. Dafür erreichte er in der folgenden Saison bei drei PTC-Turnieren die Hauptrunde. In der nächsten Q School erreichte er im zweiten Turnier das Viertelfinale seiner Gruppe. Bei den Gibraltar Open 2017 und 2018, Pro-Am-Turnieren der Main Tour, erreichte er jeweils die Hauptrunde. Ein weiterer Sieg gegen einen Profi gelang ihm beim Paul Hunter Classic 2018, wo er den Ägypter Basem Eltahhan mit 4:2 besiegte und Runde 2 erreichte.

## Erfolge
Pro-Am-Turniere:
- Runde der Letzten 64: Paul Hunter Classic (2018), Riga Open (PTC, 2014)

Amateurturniere:
- Österreichischer Staatsmeister (2012, 2013, 2015; Vizemeister 2014, 2017)
- Sieger Deutscher Grand Prix in Karlsruhe (2016)